# 국제 체조 연맹
국제 체조 연맹(프랑스어: Fédération Internationale de Gymnastique, 영어: International Federation of Gymnastics, FIG)은 체조를 관할하는 국제 스포츠 연맹이다. 1881년 7월 23일에 벨기에 리에주에서 창립하였고, 연맹 본부는 스위스 로잔에 있다. 현재까지 남아있는 국제 스포츠 연맹 중에 가장 오래되었다. 1921년까지는 네덜란드, 벨기에, 프랑스 등 총 3개의 국가만 가입하였고, 당시 명칭은 유럽 체조 연맹(European Federation of Gymnastics)이었다. 비유럽 국가들이 가입한 이후에 현재 명칭으로 변경했다. 국제 체조 연맹에서 관리하는 종목은 기계 체조, 덤블링, 리듬 체조, 아크로바틱 체조, 에어로빅 체조, 트램펄린 등이 있다.